# Liste der denkmalgeschützten Objekte in Kežmarok/0-Hr
Die Liste der denkmalgeschützten Objekte in Kežmarok enthält 154 nach slowakischen Denkmalschutzvorschriften geschützten Objekte in der Gemeinde Kežmarok im Okres Kežmarok im Bereich der Straßennamen die mit Buchstaben vor Hr beginnen.

## Denkmäler
| Foto |                 | Denkmal / č. ÚZPF                           | Standort / Konskr. Nr.                                       | Offizielle Beschreibung                   | Beschreibung                                                     | Metadaten                                                                 |
| ---- | --------------- | ------------------------------------------- | ------------------------------------------------------------ | ----------------------------------------- | ---------------------------------------------------------------- | ------------------------------------------------------------------------- |
| ja   | Datei hochladen | Denkmal(sk) ObjektID: 703-1402/0            | Standort KG: Kežmarok Konskr.Nr.:                            | padlí v SNP                               | für die Gefallenen des Nationalaufstandes                        | č. NKP: 703-1402/0 Stand des NKP: 2012-02-08 Name: POMNÍK                 |
| ja   | Datei hochladen | Bürgerhaus(sk) ObjektID: 703-2497/0         | Alexandra MUDr. ul. 1 Standort KG: Kežmarok Konskr.Nr.: 175  | nárožný,prejazdový                        | Eckhaus, Passage                                                 | č. NKP: 703-2497/0 Stand des NKP: 2012-02-08 Name: DOM MEŠTIANSKY         |
| ja   | Datei hochladen | Bürgerhaus(sk) ObjektID: 703-2498/0         | Alexandra MUDr. ul. 2 Standort KG: Kežmarok Konskr.Nr.: 119  | nárožný                                   | Eckhaus                                                          | č. NKP: 703-2498/0 Stand des NKP: 2012-02-08 Name: DOM MEŠTIANSKY         |
| ja   | Datei hochladen | Bürgerhaus(sk) ObjektID: 703-2499/0         | Alexandra MUDr. ul. 3 Standort KG: Kežmarok Konskr.Nr.: 174  | radový                                    | Reihenhaus                                                       | č. NKP: 703-2499/0 Stand des NKP: 2012-02-08 Name: DOM MEŠTIANSKY         |
| ja   | Datei hochladen | Bürgerhaus(sk) ObjektID: 703-2500/0         | Alexandra MUDr. ul. 4 Standort KG: Kežmarok Konskr.Nr.:      | radový                                    | Reihenhaus                                                       | č. NKP: 703-2500/0 Stand des NKP: 2012-02-08 Name: DOM MEŠTIANSKY         |
| BW   | Datei hochladen | Bürgerhaus(sk) ObjektID: 703-2501/0         | Alexandra MUDr. ul. 5 Standort KG: Kežmarok Konskr.Nr.: 173  | radový,prejazdový                         | Reihenhaus, Passage                                              | č. NKP: 703-2501/0 Stand des NKP: 2012-02-08 Name: DOM MEŠTIANSKY         |
| BW   | Datei hochladen | Bürgerhaus(sk) ObjektID: 703-2502/0         | Alexandra MUDr. ul. 7 Standort KG: Kežmarok Konskr.Nr.: 172  | radový,priechodový                        | Reihenhaus, Passage                                              | č. NKP: 703-2502/0 Stand des NKP: 2012-02-08 Name: DOM MEŠTIANSKY         |
| BW   | Datei hochladen | Bürgerhaus(sk) ObjektID: 703-2503/0         | Alexandra MUDr. ul. 8 Standort KG: Kežmarok Konskr.Nr.: 122  | radový,prejazdový                         | Reihenhaus, Passage                                              | č. NKP: 703-2503/0 Stand des NKP: 2012-02-08 Name: DOM MEŠTIANSKY         |
| BW   | Datei hochladen | Bürgerhaus(sk) ObjektID: 703-2504/0         | Alexandra MUDr. ul. 9 Standort KG: Kežmarok Konskr.Nr.: 171  | radový,prejazdový                         | Reihenhaus, Passage                                              | č. NKP: 703-2504/0 Stand des NKP: 2012-02-08 Name: DOM MEŠTIANSKY         |
| BW   | Datei hochladen | Bürgerhaus(sk) ObjektID: 703-2505/0         | Alexandra MUDr. ul. 10 Standort KG: Kežmarok Konskr.Nr.: 123 | radový,priechodový                        | Reihenhaus, Passage                                              | č. NKP: 703-2505/0 Stand des NKP: 2012-02-08 Name: DOM MEŠTIANSKY         |
| ja   | Datei hochladen | Bürgerhaus(sk) ObjektID: 703-2506/0         | Alexandra MUDr. ul. 11 Standort KG: Kežmarok Konskr.Nr.: 170 | radový,prejazdový                         | Reihenhaus, Passage                                              | č. NKP: 703-2506/0 Stand des NKP: 2012-02-08 Name: DOM MEŠTIANSKY         |
| BW   | Datei hochladen | Bürgerhaus(sk) ObjektID: 703-2507/1         | Alexandra MUDr. ul. 12 Standort KG: Kežmarok Konskr.Nr.: 124 | radový,prejazdový                         | Reihenhaus, Passage                                              | č. NKP: 703-2507/1 Stand des NKP: 2012-02-08 Name: DOM MEŠTIANSKY         |
| BW   | Datei hochladen | Bürgerhaus(sk) ObjektID: 703-2508/0         | Alexandra MUDr. ul. 13 Standort KG: Kežmarok Konskr.Nr.: 169 | radový,prejazdový                         | Reihenhaus, Passage                                              | č. NKP: 703-2508/0 Stand des NKP: 2012-02-08 Name: DOM MEŠTIANSKY         |
| BW   | Datei hochladen | Bürgerhaus(sk) ObjektID: 703-2509/0         | Alexandra MUDr. ul. 15 Standort KG: Kežmarok Konskr.Nr.: 168 | radový                                    | Reihenhaus                                                       | č. NKP: 703-2509/0 Stand des NKP: 2012-02-08 Name: DOM MEŠTIANSKY         |
| BW   | Datei hochladen | Bürgerhaus(sk) ObjektID: 703-2510/0         | Alexandra MUDr. ul. 16 Standort KG: Kežmarok Konskr.Nr.: 126 | radový,sieňový                            | Reihenhaus, Vorhof                                               | č. NKP: 703-2510/0 Stand des NKP: 2012-02-08 Name: DOM MEŠTIANSKY         |
| BW   | Datei hochladen | Bürgerhaus(sk) ObjektID: 703-2511/0         | Alexandra MUDr. ul. 17 Standort KG: Kežmarok Konskr.Nr.: 167 | radový,prejazdový                         | Reihenhaus, Passage                                              | č. NKP: 703-2511/0 Stand des NKP: 2012-02-08 Name: DOM MEŠTIANSKY         |
| BW   | Datei hochladen | Bürgerhaus(sk) ObjektID: 703-2512/0         | Alexandra MUDr. ul. 18 Standort KG: Kežmarok Konskr.Nr.: 127 | radový,priechodový                        | Reihenhaus, Passage                                              | č. NKP: 703-2512/0 Stand des NKP: 2012-02-08 Name: DOM MEŠTIANSKY         |
| BW   | Datei hochladen | Bürgerhaus(sk) ObjektID: 703-2514/0         | Alexandra MUDr. ul. 20 Standort KG: Kežmarok Konskr.Nr.: 128 | radový,priechodový                        | Reihenhaus, Passage                                              | č. NKP: 703-2514/0 Stand des NKP: 2012-02-08 Name: DOM MEŠTIANSKY         |
| BW   | Datei hochladen | Bürgerhaus(sk) ObjektID: 703-2515/0         | Alexandra MUDr. ul. 21 Standort KG: Kežmarok Konskr.Nr.: 165 | radový                                    | Reihenhaus                                                       | č. NKP: 703-2515/0 Stand des NKP: 2012-02-08 Name: DOM MEŠTIANSKY         |
| BW   | Datei hochladen | Bürgerhaus(sk) ObjektID: 703-2516/0         | Alexandra MUDr. ul. 22 Standort KG: Kežmarok Konskr.Nr.: 129 | radový,priechodový                        | Reihenhaus, Passage                                              | č. NKP: 703-2516/0 Stand des NKP: 2012-02-08 Name: DOM MEŠTIANSKY         |
| BW   | Datei hochladen | Bürgerhaus(sk) ObjektID: 703-2517/0         | Alexandra MUDr. ul. 23 Standort KG: Kežmarok Konskr.Nr.: 164 | radový,priechodový                        | Reihenhaus, Passage                                              | č. NKP: 703-2517/0 Stand des NKP: 2012-02-08 Name: DOM MEŠTIANSKY         |
| BW   | Datei hochladen | Bürgerhaus(sk) ObjektID: 703-2518/0         | Alexandra MUDr. ul. 24 Standort KG: Kežmarok Konskr.Nr.: 130 | nárožný,chodbový; meštiansky dom          | Eckhaus                                                          | č. NKP: 703-2518/0 Stand des NKP: 2012-02-08 Name: DOM MEŠTIANSKY         |
| BW   | Datei hochladen | Bürgerhaus(sk) ObjektID: 703-2519/0         | Alexandra MUDr. ul. 25 Standort KG: Kežmarok Konskr.Nr.: 163 | nárožný,priechodový                       | Eckhaus, Passage                                                 | č. NKP: 703-2519/0 Stand des NKP: 2012-02-08 Name: DOM MEŠTIANSKY         |
| BW   | Datei hochladen | Bürgerhaus(sk) ObjektID: 703-2520/0         | Alexandra MUDr. ul. 30 Standort KG: Kežmarok Konskr.Nr.: 133 | nárožný,chodbový; meštiansky dom          | Eckhaus                                                          | č. NKP: 703-2520/0 Stand des NKP: 2012-02-08 Name: DOM MEŠTIANSKY         |
|      | Datei hochladen | Schule(?Disk)(sk) ObjektID: 703-2521/0      | Alexandra MUDr. ul. 31 KG: Kežmarok Konskr.Nr.: 160          | nárožná                                   | Eckhaus (keine Ecke? sh. Disk.)                                  | č. NKP: 703-2521/0 Stand des NKP: 2012-02-08 Name: ŠKOLA                  |
| BW   | Datei hochladen | Bürgerhaus(sk) ObjektID: 703-2522/0         | Alexandra MUDr. ul. 36 Standort KG: Kežmarok Konskr.Nr.: 136 | radový,chodbový                           | Reihenhaus                                                       | č. NKP: 703-2522/0 Stand des NKP: 2012-02-08 Name: DOM MEŠTIANSKY         |
| BW   | Datei hochladen | Bürgerhaus(sk) ObjektID: 703-2523/0         | Alexandra MUDr. ul. 38 Standort KG: Kežmarok Konskr.Nr.: 137 | radový,chodbový; meštiansky dom           | Reihenhaus                                                       | č. NKP: 703-2523/0 Stand des NKP: 2012-02-08 Name: DOM MEŠTIANSKY         |
| BW   | Datei hochladen | Bürgerhaus(sk) ObjektID: 703-2524/0         | Alexandra MUDr. ul. 40 Standort KG: Kežmarok Konskr.Nr.: 138 | radový,priechodový                        | Reihenhaus, Passage                                              | č. NKP: 703-2524/0 Stand des NKP: 2012-02-08 Name: DOM MEŠTIANSKY         |
| BW   | Datei hochladen | Bürgerhaus(sk) ObjektID: 703-2525/0         | Alexandra MUDr. ul. 42 Standort KG: Kežmarok Konskr.Nr.: 139 | radový                                    | Reihenhaus                                                       | č. NKP: 703-2525/0 Stand des NKP: 2012-02-08 Name: DOM MEŠTIANSKY         |
|      | Datei hochladen | Bastion(sk) ObjektID: 703-2495/5            | Baštová ul. 0 ? KG: Kežmarok Konskr.Nr.:                     | fragment; bašta pri Kušnierskej bráne     | Fragment, Bastion des Tores Kusnierskie                          | č. NKP: 703-2495/5 Stand des NKP: 2012-02-08 Name: BAŠTA                  |
| BW   | Datei hochladen | Wirtschaftsgebäude(sk) ObjektID: 703-2635/2 | Baštová ul. 24 Standort KG: Kežmarok Konskr.Nr.: 2420,2076   |                                           |                                                                  | č. NKP: 703-2635/2 Stand des NKP: 2012-02-08 Name: STAVBA HOSPODÁRSKA     |
|      | Datei hochladen | Burgmauer(sk) ObjektID: 703-2495/1          | Garbiar.,Bašt.,Priekopa,St.Trh KG: Kežmarok Konskr.Nr.:      | fragmenty; 3 fragmenty hradieb            | 3 Fragmente von Mauern                                           | č. NKP: 703-2495/1 Stand des NKP: 2012-02-08 Name: MÚR HRADBOVÝ           |
|      | Datei hochladen | Bastion(sk) ObjektID: 703-2495/3            | Garbiarska ul. 0 KG: Kežmarok Konskr.Nr.:                    | Hrnčiarska bašta                          | Töpferei Bastion                                                 | č. NKP: 703-2495/3 Stand des NKP: 2012-02-08 Name: BAŠTA                  |
| BW   | Datei hochladen | Denkmal(sk) ObjektID: 703-4513/0            | Garbiarska ul. Standort KG: Kežmarok Konskr.Nr.:             | čsl.tanková brigáda; tank na podstavci    | für die tschechische Panzerbrigade, Tank auf dem Podest          | č. NKP: 703-4513/0 Stand des NKP: 2012-02-08 Name: POMNÍK                 |
| ja   | Datei hochladen | Rathaus(sk) ObjektID: 703-2612/0            | Hlavné nám. 1 Standort KG: Kežmarok Konskr.Nr.: 1            | solitér                                   |                                                                  | č. NKP: 703-2612/0 Stand des NKP: 2012-02-08 Name: RADNICA                |
| BW   | Datei hochladen | Bürgerhaus(sk) ObjektID: 703-2614/0         | Hlavné nám. 2 Standort KG: Kežmarok Konskr.Nr.: 176          | priechodový,nárožný                       | Eckhaus, Passage                                                 | č. NKP: 703-2614/0 Stand des NKP: 2012-02-08 Name: DOM MEŠTIANSKY         |
| ja   | Datei hochladen | Redoute(sk) ObjektID: 703-2613/0            | Hlavné nám. 3 Standort KG: Kežmarok Konskr.Nr.: 118          | nárožný; Reduta                           | Eckhaus                                                          | č. NKP: 703-2613/0 Stand des NKP: 2012-02-08 Name: REDUTA                 |
| BW   | Datei hochladen | Bürgerhaus(sk) ObjektID: 703-2615/0         | Hlavné nám. 4 Standort KG: Kežmarok Konskr.Nr.: 177          | prejazdový,radový                         | Reihenhaus, Passage                                              | č. NKP: 703-2615/0 Stand des NKP: 2012-02-08 Name: DOM MEŠTIANSKY         |
| BW   | Datei hochladen | Bürgerhaus(sk) ObjektID: 703-2616/0         | Hlavné nám. 5 Standort KG: Kežmarok Konskr.Nr.: 117          | radový                                    | Reihenhaus                                                       | č. NKP: 703-2616/0 Stand des NKP: 2012-02-08 Name: DOM MEŠTIANSKY         |
| BW   | Datei hochladen | Bürgerhaus(sk) ObjektID: 703-2617/0         | Hlavné nám. 6 Standort KG: Kežmarok Konskr.Nr.: 178          | sieňový,radový                            | Reihenhaus, Vorhof                                               | č. NKP: 703-2617/0 Stand des NKP: 2012-02-08 Name: DOM MEŠTIANSKY         |
| BW   | Datei hochladen | Bürgerhaus(sk) ObjektID: 703-2618/0         | Hlavné nám. 7 Standort KG: Kežmarok Konskr.Nr.: 116          | radový                                    | Reihenhaus                                                       | č. NKP: 703-2618/0 Stand des NKP: 2012-02-08 Name: DOM MEŠTIANSKY         |
| ja   | Datei hochladen | Bürgerhaus(sk) ObjektID: 703-2619/0         | Hlavné nám. 8 Standort KG: Kežmarok Konskr.Nr.: 179          | prejazdový,radový                         | Reihenhaus, Passage                                              | č. NKP: 703-2619/0 Stand des NKP: 2012-02-08 Name: DOM MEŠTIANSKY         |
| BW   | Datei hochladen | Bürgerhaus(sk) ObjektID: 703-2620/0         | Hlavné nám. 9 Standort KG: Kežmarok Konskr.Nr.: 115          | radový                                    | Reihenhaus                                                       | č. NKP: 703-2620/0 Stand des NKP: 2012-02-08 Name: DOM MEŠTIANSKY         |
| BW   | Datei hochladen | Bürgerhaus(sk) ObjektID: 703-2621/0         | Hlavné nám. 10 Standort KG: Kežmarok Konskr.Nr.: 180         | prejazdový,radový                         | Reihenhaus, Passage                                              | č. NKP: 703-2621/0 Stand des NKP: 2012-02-08 Name: DOM MEŠTIANSKY         |
| BW   | Datei hochladen | Bürgerhaus(sk) ObjektID: 703-2622/0         | Hlavné nám. 11 Standort KG: Kežmarok Konskr.Nr.: 114         | radový                                    | Reihenhaus                                                       | č. NKP: 703-2622/0 Stand des NKP: 2012-02-08 Name: DOM MEŠTIANSKY         |
| BW   | Datei hochladen | Bürgerhaus(sk) ObjektID: 703-2623/0         | Hlavné nám. 12 Standort KG: Kežmarok Konskr.Nr.: 181         | priechodový,radový                        | Reihenhaus, Passage                                              | č. NKP: 703-2623/0 Stand des NKP: 2012-02-08 Name: DOM MEŠTIANSKY         |
| BW   | Datei hochladen | Bürgerhaus(sk) ObjektID: 703-2624/0         | Hlavné nám. 13 Standort KG: Kežmarok Konskr.Nr.: 113         | radový                                    | Reihenhaus                                                       | č. NKP: 703-2624/0 Stand des NKP: 2012-02-08 Name: DOM MEŠTIANSKY         |
| BW   | Datei hochladen | Kasino(sk) ObjektID: 703-2625/0             | Hlavné nám. 14 Standort KG: Kežmarok Konskr.Nr.: 182         | priechodový,radový; Magura                | Reihenhaus, Passage, Magura                                      | č. NKP: 703-2625/0 Stand des NKP: 2012-02-08 Name: KASÍNO                 |
| BW   | Datei hochladen | Bürgerhaus(sk) ObjektID: 703-2626/0         | Hlavné nám. 15 Standort KG: Kežmarok Konskr.Nr.: 112         | radový                                    | Reihenhaus                                                       | č. NKP: 703-2626/0 Stand des NKP: 2012-02-08 Name: DOM MEŠTIANSKY         |
| BW   | Datei hochladen | Bürgerhaus(sk) ObjektID: 703-2627/0         | Hlavné nám. 16 Standort KG: Kežmarok Konskr.Nr.: 183         | prejazdový,radový                         | Reihenhaus, Passage                                              | č. NKP: 703-2627/0 Stand des NKP: 2012-02-08 Name: DOM MEŠTIANSKY         |
| BW   | Datei hochladen | Bürgerhaus(sk) ObjektID: 703-2628/0         | Hlavné nám. 17 Standort KG: Kežmarok Konskr.Nr.: 111         | radový                                    | Reihenhaus                                                       | č. NKP: 703-2628/0 Stand des NKP: 2012-02-08 Name: DOM MEŠTIANSKY         |
| BW   | Datei hochladen | Bürgerhaus(sk) ObjektID: 703-2629/0         | Hlavné nám. 18 Standort KG: Kežmarok Konskr.Nr.: 184         | prejazdový,radový                         | Reihenhaus, Passage                                              | č. NKP: 703-2629/0 Stand des NKP: 2012-02-08 Name: DOM MEŠTIANSKY         |
| BW   | Datei hochladen | Bürgerhaus(sk) ObjektID: 703-2630/0         | Hlavné nám. 19 Standort KG: Kežmarok Konskr.Nr.: 110         | radový                                    | Reihenhaus                                                       | č. NKP: 703-2630/0 Stand des NKP: 2012-02-08 Name: DOM MEŠTIANSKY         |
| BW   | Datei hochladen | Bürgerhaus(sk) ObjektID: 703-2631/0         | Hlavné nám. 20 Standort KG: Kežmarok Konskr.Nr.: 185         | sieňový,radový                            | Reihenhaus, Vorhof                                               | č. NKP: 703-2631/0 Stand des NKP: 2012-02-08 Name: DOM MEŠTIANSKY         |
| BW   | Datei hochladen | Bürgerhaus(sk) ObjektID: 703-2632/0         | Hlavné nám. 21 Standort KG: Kežmarok Konskr.Nr.: 109         | radový                                    | Reihenhaus                                                       | č. NKP: 703-2632/0 Stand des NKP: 2012-02-08 Name: DOM MEŠTIANSKY         |
| BW   | Datei hochladen | Bürgerhaus(sk) ObjektID: 703-2633/0         | Hlavné nám. 22 Standort KG: Kežmarok Konskr.Nr.: 186         | prejazdový,radový                         | Reihenhaus, Passage                                              | č. NKP: 703-2633/0 Stand des NKP: 2012-02-08 Name: DOM MEŠTIANSKY         |
| BW   | Datei hochladen | Bürgerhaus(sk) ObjektID: 703-2634/0         | Hlavné nám. 23 Standort KG: Kežmarok Konskr.Nr.: 108         | radový                                    | Reihenhaus                                                       | č. NKP: 703-2634/0 Stand des NKP: 2012-02-08 Name: DOM MEŠTIANSKY         |
| BW   | Datei hochladen | Stadtpalais(sk) ObjektID: 703-2635/1        | Hlavné nám. 24 Standort KG: Kežmarok Konskr.Nr.: 187         | radový; dom rod.Goldberger-Bethlenfaly    | Reihenhaus, Haus der Familie Goldberger-Bethlenfaly              | č. NKP: 703-2635/1 Stand des NKP: 2012-02-08 Name: PALÁC MESTSKÝ          |
| ja   | Datei hochladen | Bürgerhaus(sk) ObjektID: 703-2636/0         | Hlavné nám. 25 Standort KG: Kežmarok Konskr.Nr.: 107         | radový                                    | Reihenhaus                                                       | č. NKP: 703-2636/0 Stand des NKP: 2012-02-08 Name: DOM MEŠTIANSKY         |
| BW   | Datei hochladen | Bürgerhaus(sk) ObjektID: 703-2637/0         | Hlavné nám. 26 Standort KG: Kežmarok Konskr.Nr.: 188         | radový,prejazdový                         | Reihenhaus, Passage                                              | č. NKP: 703-2637/0 Stand des NKP: 2012-02-08 Name: DOM MEŠTIANSKY         |
| BW   | Datei hochladen | Bürgerhaus(sk) ObjektID: 703-2638/0         | Hlavné nám. 27 Standort KG: Kežmarok Konskr.Nr.: 106,1833    | radový                                    | Reihenhaus                                                       | č. NKP: 703-2638/0 Stand des NKP: 2012-02-08 Name: DOM MEŠTIANSKY         |
| BW   | Datei hochladen | Bürgerhaus(sk) ObjektID: 703-2639/0         | Hlavné nám. 28 Standort KG: Kežmarok Konskr.Nr.: 189         | sieňový,radový                            | Reihenhaus, Vorhof                                               | č. NKP: 703-2639/0 Stand des NKP: 2012-02-08 Name: DOM MEŠTIANSKY         |
| BW   | Datei hochladen | Bürgerhaus(sk) ObjektID: 703-2640/0         | Hlavné nám. 29 Standort KG: Kežmarok Konskr.Nr.: 105         | radový                                    | Reihenhaus                                                       | č. NKP: 703-2640/0 Stand des NKP: 2012-02-08 Name: DOM MEŠTIANSKY         |
| BW   | Datei hochladen | Bürgerhaus(sk) ObjektID: 703-2641/0         | Hlavné nám. 30 Standort KG: Kežmarok Konskr.Nr.: 190         | priechodový,radový                        | Reihenhaus, Passage                                              | č. NKP: 703-2641/0 Stand des NKP: 2012-02-08 Name: DOM MEŠTIANSKY         |
| BW   | Datei hochladen | Bürgerhaus(sk) ObjektID: 703-2642/0         | Hlavné nám. 31 Standort KG: Kežmarok Konskr.Nr.: 104         | radový                                    | Reihenhaus                                                       | č. NKP: 703-2642/0 Stand des NKP: 2012-02-08 Name: DOM MEŠTIANSKY         |
| BW   | Datei hochladen | Bürgerhaus(sk) ObjektID: 703-2643/0         | Hlavné nám. 32 Standort KG: Kežmarok Konskr.Nr.: 191         | radový,priechodový                        | Reihenhaus, Passage                                              | č. NKP: 703-2643/0 Stand des NKP: 2012-02-08 Name: DOM MEŠTIANSKY         |
| BW   | Datei hochladen | Bürgerhaus(sk) ObjektID: 703-2644/0         | Hlavné nám. 34 Standort KG: Kežmarok Konskr.Nr.: 192         | radový                                    | Reihenhaus                                                       | č. NKP: 703-2644/0 Stand des NKP: 2012-02-08 Name: DOM MEŠTIANSKY         |
| BW   | Datei hochladen | Wohnhaus(sk) ObjektID: 703-2645/0           | Hlavné nám. 35 Standort KG: Kežmarok Konskr.Nr.: 102         | nárožný                                   | Eckhaus                                                          | č. NKP: 703-2645/0 Stand des NKP: 2012-02-08 Name: DOM BYTOVÝ             |
| BW   | Datei hochladen | Bürgerhaus(sk) ObjektID: 703-2646/0         | Hlavné nám. 36 Standort KG: Kežmarok Konskr.Nr.: 12          | nárožný,schodiskový; býv.Hotel Šport      | Eckhaus, ehem. Hotel Sport                                       | č. NKP: 703-2646/0 Stand des NKP: 2012-02-08 Name: DOM MEŠTIANSKY         |
| BW   | Datei hochladen | Bürgerhaus(sk) ObjektID: 703-2647/0         | Hlavné nám. 37 Standort KG: Kežmarok Konskr.Nr.: 101         | radový                                    | Reihenhaus                                                       | č. NKP: 703-2647/0 Stand des NKP: 2012-02-08 Name: DOM MEŠTIANSKY         |
| BW   | Datei hochladen | Bürgerhaus(sk) ObjektID: 703-2648/0         | Hlavné nám. 39 Standort KG: Kežmarok Konskr.Nr.: 100         | radový                                    | Reihenhaus                                                       | č. NKP: 703-2648/0 Stand des NKP: 2012-02-08 Name: DOM MEŠTIANSKY         |
| BW   | Datei hochladen | Bürgerhaus(sk) ObjektID: 703-2649/0         | Hlavné nám. 40 Standort KG: Kežmarok Konskr.Nr.: 14          | radový,prejazdový                         | Reihenhaus, Passage                                              | č. NKP: 703-2649/0 Stand des NKP: 2012-02-08 Name: DOM MEŠTIANSKY         |
| BW   | Datei hochladen | Bürgerhaus(sk) ObjektID: 703-2650/0         | Hlavné nám. 41 Standort KG: Kežmarok Konskr.Nr.: 99          | radový                                    | Reihenhaus                                                       | č. NKP: 703-2650/0 Stand des NKP: 2012-02-08 Name: DOM MEŠTIANSKY         |
| BW   | Datei hochladen | Bürgerhaus(sk) ObjektID: 703-2651/0         | Hlavné nám. 42 Standort KG: Kežmarok Konskr.Nr.: 15          | radový,prejazdový                         | Reihenhaus, Passage                                              | č. NKP: 703-2651/0 Stand des NKP: 2012-02-08 Name: DOM MEŠTIANSKY         |
| ja   | Datei hochladen | Bürgerhaus(sk) ObjektID: 703-2652/0         | Hlavné nám. 43 Standort KG: Kežmarok Konskr.Nr.: 98          | radový                                    | Reihenhaus                                                       | č. NKP: 703-2652/0 Stand des NKP: 2012-02-08 Name: DOM MEŠTIANSKY         |
| ja   | Datei hochladen | Bürgerhaus(sk) ObjektID: 703-2653/0         | Hlavné nám. 45 Standort KG: Kežmarok Konskr.Nr.: 96          | radový                                    | Reihenhaus                                                       | č. NKP: 703-2653/0 Stand des NKP: 2012-02-08 Name: DOM MEŠTIANSKY         |
| BW   | Datei hochladen | Bürgerhaus(sk) ObjektID: 703-2654/0         | Hlavné nám. 46 Standort KG: Kežmarok Konskr.Nr.: 17          | prejazdový,radový; patricijský dom        | Reihenhaus, Passage, Patrizierhaus                               | č. NKP: 703-2654/0 Stand des NKP: 2012-02-08 Name: DOM MEŠTIANSKY         |
| ja   | Datei hochladen | Bürgerhaus(sk) ObjektID: 703-2655/0         | Hlavné nám. 49 Standort KG: Kežmarok Konskr.Nr.: 95          | radový                                    | Reihenhaus                                                       | č. NKP: 703-2655/0 Stand des NKP: 2012-02-08 Name: DOM MEŠTIANSKY         |
| BW   | Datei hochladen | Bürgerhaus(sk) ObjektID: 703-2656/0         | Hlavné nám. 50 Standort KG: Kežmarok Konskr.Nr.: 19          | radový,prejazdový                         | Reihenhaus, Passage                                              | č. NKP: 703-2656/0 Stand des NKP: 2012-02-08 Name: DOM MEŠTIANSKY         |
| ja   | Datei hochladen | Bürgerhaus(sk) ObjektID: 703-2657/0         | Hlavné nám. 51 Standort KG: Kežmarok Konskr.Nr.: 94          | radový                                    | Reihenhaus                                                       | č. NKP: 703-2657/0 Stand des NKP: 2012-02-08 Name: DOM MEŠTIANSKY         |
| BW   | Datei hochladen | Bürgerhaus(sk) ObjektID: 703-2658/0         | Hlavné nám. 52 Standort KG: Kežmarok Konskr.Nr.: 20          | priechodový,radový                        | Reihenhaus, Passage                                              | č. NKP: 703-2658/0 Stand des NKP: 2012-02-08 Name: DOM MEŠTIANSKY         |
| BW   | Datei hochladen | Bürgerhaus(sk) ObjektID: 703-2659/0         | Hlavné nám. 53 Standort KG: Kežmarok Konskr.Nr.: 93          | radový                                    | Reihenhaus                                                       | č. NKP: 703-2659/0 Stand des NKP: 2012-02-08 Name: DOM MEŠTIANSKY         |
| BW   | Datei hochladen | Bürgerhaus(sk) ObjektID: 703-2660/0         | Hlavné nám. 54 Standort KG: Kežmarok Konskr.Nr.: 21          | prejazdový,radový                         | Reihenhaus, Passage                                              | č. NKP: 703-2660/0 Stand des NKP: 2012-02-08 Name: DOM MEŠTIANSKY         |
| ja   | Datei hochladen | Bürgerhaus(sk) ObjektID: 703-2661/0         | Hlavné nám. 55 Standort KG: Kežmarok Konskr.Nr.: 92          | nárožný                                   | Eckhaus                                                          | č. NKP: 703-2661/0 Stand des NKP: 2012-02-08 Name: DOM MEŠTIANSKY         |
| BW   | Datei hochladen | Bürgerhaus(sk) ObjektID: 703-2662/0         | Hlavné nám. 56 Standort KG: Kežmarok Konskr.Nr.: 22          | sieňový,radový                            | Reihenhaus, Vorhof                                               | č. NKP: 703-2662/0 Stand des NKP: 2012-02-08 Name: DOM MEŠTIANSKY         |
| BW   | Datei hochladen | Bürgerhaus(sk) ObjektID: 703-2663/0         | Hlavné nám. 58 Standort KG: Kežmarok Konskr.Nr.: 23          | sieňový,radový; Lekáreň K uhorskej korune | Reihenhaus, Vorhof, Apotheke "Die ungarische Krone"              | č. NKP: 703-2663/0 Stand des NKP: 2012-02-08 Name: DOM MEŠTIANSKY         |
| BW   | Datei hochladen | Bürgerhaus(sk) ObjektID: 703-2664/0         | Hlavné nám. 60 Standort KG: Kežmarok Konskr.Nr.: 24          | prejazdový,radový                         | Reihenhaus, Passage                                              | č. NKP: 703-2664/0 Stand des NKP: 2012-02-08 Name: DOM MEŠTIANSKY         |
| BW   | Datei hochladen | Bürgerhaus(sk) ObjektID: 703-2665/0         | Hlavné nám. 62 Standort KG: Kežmarok Konskr.Nr.: 25          | priechodový,radový                        | Reihenhaus, Passage                                              | č. NKP: 703-2665/0 Stand des NKP: 2012-02-08 Name: DOM MEŠTIANSKY         |
| BW   | Datei hochladen | Bürgerhaus(sk) ObjektID: 703-2666/0         | Hlavné nám. 64 Standort KG: Kežmarok Konskr.Nr.: 26          | prejazdový,radový                         | Reihenhaus, Passage                                              | č. NKP: 703-2666/0 Stand des NKP: 2012-02-08 Name: DOM MEŠTIANSKY         |
| BW   | Datei hochladen | Bürgerhaus(sk) ObjektID: 703-2667/0         | Hlavné nám. 66 Standort KG: Kežmarok Konskr.Nr.: 27          | sieňový+prejazdový,radový                 | Reihenhaus, Passage, Vorhof                                      | č. NKP: 703-2667/0 Stand des NKP: 2012-02-08 Name: DOM MEŠTIANSKY         |
| ja   | Datei hochladen | Bürgerhaus(sk) ObjektID: 703-2668/0         | Hlavné nám. 70 Standort KG: Kežmarok Konskr.Nr.: 29          | prejazdový,radový                         | Reihenhaus, Passage                                              | č. NKP: 703-2668/0 Stand des NKP: 2012-02-08 Name: DOM MEŠTIANSKY         |
| BW   | Datei hochladen | Bürgerhaus(sk) ObjektID: 703-2669/0         | Hlavné nám. 72 Standort KG: Kežmarok Konskr.Nr.: 30          | prejazdový,radový                         | Reihenhaus, Passage                                              | č. NKP: 703-2669/0 Stand des NKP: 2012-02-08 Name: DOM MEŠTIANSKY         |
| BW   | Datei hochladen | Bürgerhaus(sk) ObjektID: 703-2670/0         | Hlavné nám. 74 Standort KG: Kežmarok Konskr.Nr.: 31          | prejazdový,radový                         | Reihenhaus, Passage                                              | č. NKP: 703-2670/0 Stand des NKP: 2012-02-08 Name: DOM MEŠTIANSKY         |
| BW   | Datei hochladen | Bürgerhaus(sk) ObjektID: 703-2671/0         | Hlavné nám. 76 Standort KG: Kežmarok Konskr.Nr.: 32          | prejazdový,radový                         | Reihenhaus, Passage                                              | č. NKP: 703-2671/0 Stand des NKP: 2012-02-08 Name: DOM MEŠTIANSKY         |
| BW   | Datei hochladen | Bürgerhaus(sk) ObjektID: 703-2672/0         | Hlavné nám. 78 Standort KG: Kežmarok Konskr.Nr.: 33          | prejazdový,radový                         | Reihenhaus, Passage                                              | č. NKP: 703-2672/0 Stand des NKP: 2012-02-08 Name: DOM MEŠTIANSKY         |
| BW   | Datei hochladen | Bürgerhaus(sk) ObjektID: 703-2673/0         | Hlavné nám. 80 Standort KG: Kežmarok Konskr.Nr.: 34          | prejazdový,radový                         | Reihenhaus, Passage                                              | č. NKP: 703-2673/0 Stand des NKP: 2012-02-08 Name: DOM MEŠTIANSKY         |
| BW   | Datei hochladen | Bürgerhaus(sk) ObjektID: 703-2674/0         | Hlavné nám. 82 Standort KG: Kežmarok Konskr.Nr.: 35          | priechodový,radový                        | Reihenhaus, Passage                                              | č. NKP: 703-2674/0 Stand des NKP: 2012-02-08 Name: DOM MEŠTIANSKY         |
| BW   | Datei hochladen | Bürgerhaus(sk) ObjektID: 703-2675/0         | Hlavné nám. 84 Standort KG: Kežmarok Konskr.Nr.: 36          | prejazdový,radový                         | Reihenhaus, Passage                                              | č. NKP: 703-2675/0 Stand des NKP: 2012-02-08 Name: DOM MEŠTIANSKY         |
| ja   | Datei hochladen | Bürgerhaus(sk) ObjektID: 703-2676/0         | Hlavné nám. 86 Standort KG: Kežmarok Konskr.Nr.: 37          | priechodový,radový                        | Reihenhaus, Passage                                              | č. NKP: 703-2676/0 Stand des NKP: 2012-02-08 Name: DOM MEŠTIANSKY         |
| ja   | Datei hochladen | Bürgerhaus(sk) ObjektID: 703-2677/0         | Hlavné nám. 88 Standort KG: Kežmarok Konskr.Nr.: 38          | prejazdový,radový                         | Reihenhaus, Passage                                              | č. NKP: 703-2677/0 Stand des NKP: 2012-02-08 Name: DOM MEŠTIANSKY         |
| BW   | Datei hochladen | Bürgerhaus(sk) ObjektID: 703-2679/0         | Hlavné nám. 94 Standort KG: Kežmarok Konskr.Nr.: 41          | sieňový,radový                            | Reihenhaus, Vorhof                                               | č. NKP: 703-2679/0 Stand des NKP: 2012-02-08 Name: DOM MEŠTIANSKY         |
| BW   | Datei hochladen | Bürgerhaus(sk) ObjektID: 703-2680/0         | Hlavné nám. 96 Standort KG: Kežmarok Konskr.Nr.: 42          | prejazdový,radový                         | Reihenhaus, Passage                                              | č. NKP: 703-2680/0 Stand des NKP: 2012-02-08 Name: DOM MEŠTIANSKY         |
| BW   | Datei hochladen | Bürgerhaus(sk) ObjektID: 703-2681/0         | Hlavné nám. 98 Standort KG: Kežmarok Konskr.Nr.: 43          | nárožný                                   | Eckhaus                                                          | č. NKP: 703-2681/0 Stand des NKP: 2012-02-08 Name: DOM MEŠTIANSKY         |
| BW   | Datei hochladen | Bürgerhaus(sk) ObjektID: 703-2678/0         | Hlavné nám. 90,92 Standort KG: Kežmarok Konskr.Nr.: 39,40    | prejazdový,radový                         | Reihenhaus, Passage                                              | č. NKP: 703-2678/0 Stand des NKP: 2012-02-08 Name: DOM MEŠTIANSKY         |
| ja   | Datei hochladen | Bürgerhaus(sk) ObjektID: 703-2526/0         | Hradné nám. 1 Standort KG: Kežmarok Konskr.Nr.: 91           | nárožný                                   | Eckhaus                                                          | č. NKP: 703-2526/0 Stand des NKP: 2012-02-08 Name: DOM MEŠTIANSKY         |
| ja   | Datei hochladen | Bürgerhaus(sk) ObjektID: 703-2527/0         | Hradné nám. 2 Standort KG: Kežmarok Konskr.Nr.: 44           | nárožný                                   | Eckhaus                                                          | č. NKP: 703-2527/0 Stand des NKP: 2012-02-08 Name: DOM MEŠTIANSKY         |
| BW   | Datei hochladen | Bürgerhaus(sk) ObjektID: 703-2528/0         | Hradné nám. 3 Standort KG: Kežmarok Konskr.Nr.:              | radový                                    | Reihenhaus                                                       | č. NKP: 703-2528/0 Stand des NKP: 2012-02-08 Name: DOM MEŠTIANSKY         |
| BW   | Datei hochladen | Bürgerhaus(sk) ObjektID: 703-2529/0         | Hradné nám. 4 Standort KG: Kežmarok Konskr.Nr.: 45           | radový; veliteľská budova                 | Reihenhaus, ehem. Kommandogebäude                                | č. NKP: 703-2529/0 Stand des NKP: 2012-02-08 Name: DOM MEŠTIANSKY         |
| BW   | Datei hochladen | Bürgerhaus(sk) ObjektID: 703-2530/0         | Hradné nám. 5 Standort KG: Kežmarok Konskr.Nr.: 89           | radový                                    | Reihenhaus                                                       | č. NKP: 703-2530/0 Stand des NKP: 2012-02-08 Name: DOM MEŠTIANSKY         |
| BW   | Datei hochladen | Bürgerhaus(sk) ObjektID: 703-2531/0         | Hradné nám. 6 Standort KG: Kežmarok Konskr.Nr.: 46           | radový                                    | Reihenhaus                                                       | č. NKP: 703-2531/0 Stand des NKP: 2012-02-08 Name: DOM MEŠTIANSKY         |
| BW   | Datei hochladen | Bürgerhaus(sk) ObjektID: 703-2532/0         | Hradné nám. 7 Standort KG: Kežmarok Konskr.Nr.: 88           | radový                                    | Reihenhaus                                                       | č. NKP: 703-2532/0 Stand des NKP: 2012-02-08 Name: DOM MEŠTIANSKY         |
| BW   | Datei hochladen | Bürgerhaus(sk) ObjektID: 703-2533/0         | Hradné nám. 8 Standort KG: Kežmarok Konskr.Nr.: 47           | radový                                    | Reihenhaus                                                       | č. NKP: 703-2533/0 Stand des NKP: 2012-02-08 Name: DOM MEŠTIANSKY         |
| BW   | Datei hochladen | Bürgerhaus(sk) ObjektID: 703-2534/0         | Hradné nám. 9 Standort KG: Kežmarok Konskr.Nr.: 87           | radový                                    | Reihenhaus                                                       | č. NKP: 703-2534/0 Stand des NKP: 2012-02-08 Name: DOM MEŠTIANSKY         |
| BW   | Datei hochladen | Bürgerhaus(sk) ObjektID: 703-2535/0         | Hradné nám. 10 Standort KG: Kežmarok Konskr.Nr.: 48          | radový                                    | Reihenhaus                                                       | č. NKP: 703-2535/0 Stand des NKP: 2012-02-08 Name: DOM MEŠTIANSKY         |
| BW   | Datei hochladen | Bürgerhaus(sk) ObjektID: 703-2536/0         | Hradné nám. 11 Standort KG: Kežmarok Konskr.Nr.: 86          | radový                                    | Reihenhaus                                                       | č. NKP: 703-2536/0 Stand des NKP: 2012-02-08 Name: DOM MEŠTIANSKY         |
| BW   | Datei hochladen | Bürgerhaus(sk) ObjektID: 703-2537/0         | Hradné nám. 12 Standort KG: Kežmarok Konskr.Nr.: 49          | radový                                    | Reihenhaus                                                       | č. NKP: 703-2537/0 Stand des NKP: 2012-02-08 Name: DOM MEŠTIANSKY         |
| BW   | Datei hochladen | Bürgerhaus(sk) ObjektID: 703-2538/0         | Hradné nám. 13 Standort KG: Kežmarok Konskr.Nr.: 85          | radový                                    | Reihenhaus                                                       | č. NKP: 703-2538/0 Stand des NKP: 2012-02-08 Name: DOM MEŠTIANSKY         |
| BW   | Datei hochladen | Bürgerhaus(sk) ObjektID: 703-2539/0         | Hradné nám. 14 Standort KG: Kežmarok Konskr.Nr.:             | radový                                    | Reihenhaus                                                       | č. NKP: 703-2539/0 Stand des NKP: 2012-02-08 Name: DOM MEŠTIANSKY         |
| BW   | Datei hochladen | Bürgerhaus(sk) ObjektID: 703-2540/0         | Hradné nám. 15 Standort KG: Kežmarok Konskr.Nr.: 84          | radový                                    | Reihenhaus                                                       | č. NKP: 703-2540/0 Stand des NKP: 2012-02-08 Name: DOM MEŠTIANSKY         |
| BW   | Datei hochladen | Bürgerhaus(sk) ObjektID: 703-2541/0         | Hradné nám. 16 Standort KG: Kežmarok Konskr.Nr.: 51          | radový                                    | Reihenhaus                                                       | č. NKP: 703-2541/0 Stand des NKP: 2012-02-08 Name: DOM MEŠTIANSKY         |
| BW   | Datei hochladen | Bürgerhaus(sk) ObjektID: 703-2542/0         | Hradné nám. 17 Standort KG: Kežmarok Konskr.Nr.: 83          | radový                                    | Reihenhaus                                                       | č. NKP: 703-2542/0 Stand des NKP: 2012-02-08 Name: DOM MEŠTIANSKY         |
| BW   | Datei hochladen | Bürgerhaus(sk) ObjektID: 703-2543/0         | Hradné nám. 18 Standort KG: Kežmarok Konskr.Nr.: 52          | radový                                    | Reihenhaus                                                       | č. NKP: 703-2543/0 Stand des NKP: 2012-02-08 Name: DOM MEŠTIANSKY         |
| BW   | Datei hochladen | Bürgerhaus(sk) ObjektID: 703-2544/0         | Hradné nám. 19 Standort KG: Kežmarok Konskr.Nr.: 82          | radový                                    | Reihenhaus                                                       | č. NKP: 703-2544/0 Stand des NKP: 2012-02-08 Name: DOM MEŠTIANSKY         |
| BW   | Datei hochladen | Bürgerhaus(sk) ObjektID: 703-2545/0         | Hradné nám. 20 Standort KG: Kežmarok Konskr.Nr.: 53          | radový                                    | Reihenhaus                                                       | č. NKP: 703-2545/0 Stand des NKP: 2012-02-08 Name: DOM MEŠTIANSKY         |
| BW   | Datei hochladen | Bürgerhaus(sk) ObjektID: 703-2546/1         | Hradné nám. 21 Standort KG: Kežmarok Konskr.Nr.: 81          | radový                                    | Reihenhaus                                                       | č. NKP: 703-2546/1 Stand des NKP: 2012-02-08 Name: DOM MEŠTIANSKY         |
| BW   | Datei hochladen | Wirtschaftsgebäude(sk) ObjektID: 703-2546/2 | Hradné nám. 21 Standort KG: Kežmarok Konskr.Nr.: 81          |                                           |                                                                  | č. NKP: 703-2546/2 Stand des NKP: 2012-02-08 Name: STAVBA HOSPODÁRSKA     |
| ja   | Datei hochladen | Bürgerhaus(sk) ObjektID: 703-2547/0         | Hradné nám. 22 Standort KG: Kežmarok Konskr.Nr.: 54          | radový                                    | Reihenhaus                                                       | č. NKP: 703-2547/0 Stand des NKP: 2012-02-08 Name: DOM MEŠTIANSKY         |
| BW   | Datei hochladen | Bürgerhaus(sk) ObjektID: 703-2548/0         | Hradné nám. 23 Standort KG: Kežmarok Konskr.Nr.:             | radový                                    | Reihenhaus                                                       | č. NKP: 703-2548/0 Stand des NKP: 2012-02-08 Name: DOM MEŠTIANSKY         |
| ja   | Datei hochladen | Bürgerhaus(sk) ObjektID: 703-2549/0         | Hradné nám. 24 Standort KG: Kežmarok Konskr.Nr.: 55          | radový                                    | Reihenhaus                                                       | č. NKP: 703-2549/0 Stand des NKP: 2012-02-08 Name: DOM MEŠTIANSKY         |
| BW   | Datei hochladen | Bürgerhaus(sk) ObjektID: 703-2550/0         | Hradné nám. 25 Standort KG: Kežmarok Konskr.Nr.: 79          | radový                                    | Reihenhaus                                                       | č. NKP: 703-2550/0 Stand des NKP: 2012-02-08 Name: DOM MEŠTIANSKY         |
| ja   | Datei hochladen | Kirche(sk) ObjektID: 703-2551/0             | Hradné nám. 26 Standort KG: Kežmarok Konskr.Nr.: 56          | r.k.Navštívenia P.M.; Kostol paulínov     | römisch-katholische Kirche Mariä Heimsuchung, paulinische Kirche | č. NKP: 703-2551/0 Stand des NKP: 2012-02-08 Name: KOSTOL                 |
| ja   | Datei hochladen | Bürgerhaus(sk) ObjektID: 703-2552/0         | Hradné nám. 27 Standort KG: Kežmarok Konskr.Nr.: 78          | radový                                    | Reihenhaus                                                       | č. NKP: 703-2552/0 Stand des NKP: 2012-02-08 Name: DOM MEŠTIANSKY         |
| BW   | Datei hochladen | Bürgerhaus(sk) ObjektID: 703-2553/0         | Hradné nám. 28 Standort KG: Kežmarok Konskr.Nr.: 57          | radový                                    | Reihenhaus                                                       | č. NKP: 703-2553/0 Stand des NKP: 2012-02-08 Name: DOM MEŠTIANSKY         |
| BW   | Datei hochladen | Bürgerhaus(sk) ObjektID: 703-2554/0         | Hradné nám. 29 Standort KG: Kežmarok Konskr.Nr.: 77          | radový                                    | Reihenhaus                                                       | č. NKP: 703-2554/0 Stand des NKP: 2012-02-08 Name: DOM MEŠTIANSKY         |
| BW   | Datei hochladen | Bürgerhaus(sk) ObjektID: 703-2555/0         | Hradné nám. 30 Standort KG: Kežmarok Konskr.Nr.: 58          | radový                                    | Reihenhaus                                                       | č. NKP: 703-2555/0 Stand des NKP: 2012-02-08 Name: DOM MEŠTIANSKY         |
| BW   | Datei hochladen | Bürgerhaus(sk) ObjektID: 703-2556/0         | Hradné nám. 31 Standort KG: Kežmarok Konskr.Nr.: 76          | radový                                    | Reihenhaus                                                       | č. NKP: 703-2556/0 Stand des NKP: 2012-02-08 Name: DOM MEŠTIANSKY         |
| BW   | Datei hochladen | Schule(sk) ObjektID: 703-2557/0             | Hradné nám. 32 Standort KG: Kežmarok Konskr.Nr.: 59          | radový; domov mládeže                     | Reihenhaus, Heim für die Jugend                                  | č. NKP: 703-2557/0 Stand des NKP: 2012-02-08 Name: ŠKOLA                  |
| BW   | Datei hochladen | Bürgerhaus(sk) ObjektID: 703-2558/0         | Hradné nám. 33 Standort KG: Kežmarok Konskr.Nr.: 75          | nárožný                                   | Eckhaus                                                          | č. NKP: 703-2558/0 Stand des NKP: 2012-02-08 Name: DOM MEŠTIANSKY         |
| BW   | Datei hochladen | Bürgerhaus(sk) ObjektID: 703-2559/0         | Hradné nám. 34 Standort KG: Kežmarok Konskr.Nr.: 60          | radový                                    | Reihenhaus                                                       | č. NKP: 703-2559/0 Stand des NKP: 2012-02-08 Name: DOM MEŠTIANSKY         |
| BW   | Datei hochladen | Bürgerhaus(sk) ObjektID: 703-2560/0         | Hradné nám. 35 Standort KG: Kežmarok Konskr.Nr.: 74          | radový                                    | Reihenhaus                                                       | č. NKP: 703-2560/0 Stand des NKP: 2012-02-08 Name: DOM MEŠTIANSKY         |
| BW   | Datei hochladen | Amtsgebäude(sk) ObjektID: 703-2561/0        | Hradné nám. 36 Standort KG: Kežmarok Konskr.Nr.: 61          | nárožná                                   | Eckhaus                                                          | č. NKP: 703-2561/0 Stand des NKP: 2012-02-08 Name: BUDOVA ADMINISTRATÍVNA |
| BW   | Datei hochladen | Bürgerhaus(sk) ObjektID: 703-2562/0         | Hradné nám. 37 Standort KG: Kežmarok Konskr.Nr.: 73          | radový                                    | Reihenhaus                                                       | č. NKP: 703-2562/0 Stand des NKP: 2012-02-08 Name: DOM MEŠTIANSKY         |
| ja   | Datei hochladen | Schule 1(sk) ObjektID: 703-2563/1           | Hradné nám. 38 Standort KG: Kežmarok Konskr.Nr.: 62          | solitér,chodbová; Hradná škola            | Schloßschule                                                     | č. NKP: 703-2563/1 Stand des NKP: 2012-02-08 Name: ŠKOLA ZÁKLADNÁ I.      |
| ja   | Datei hochladen | Schule(sk) ObjektID: 703-2563/2             | Hradné nám. 40 Standort KG: Kežmarok Konskr.Nr.: 63          | solitér,chodbová; Hradná škola            | Schloßschule                                                     | č. NKP: 703-2563/2 Stand des NKP: 2012-02-08 Name: ŠKOLA ZÁKLADNÁ II.     |
| BW   | Datei hochladen | Bürgerhaus(sk) ObjektID: 703-2565/0         | Hradné nám. 41 Standort KG: Kežmarok Konskr.Nr.:             | nárožný                                   | Eckhaus                                                          | č. NKP: 703-2565/0 Stand des NKP: 2012-02-08 Name: DOM MEŠTIANSKY         |
| ja   | Datei hochladen | Burgpalast(sk) ObjektID: 703-2496/1         | Hradné nám. 42 Standort KG: Kežmarok Konskr.Nr.: 69          | solitér; Thökölyho hrad                   | Thököly-Schloss                                                  | č. NKP: 703-2496/1 Stand des NKP: 2012-02-08 Name: PALÁC HRADNÝ           |
| ja   | Datei hochladen | Burgbefestigung(sk) ObjektID: 703-2496/2    | Hradné nám. 42 Standort KG: Kežmarok Konskr.Nr.: 69          | solitér                                   |                                                                  | č. NKP: 703-2496/2 Stand des NKP: 2012-02-08 Name: OPEVNENIE HRADU        |
| ja   | Datei hochladen | Trakt(sk) ObjektID: 703-2496/3              | Hradné nám. 42 KG: Kežmarok Konskr.Nr.: 69                   | západný                                   | westlicher Trakt                                                 | č. NKP: 703-2496/3 Stand des NKP: 2012-02-08 Name: TRAKT                  |
| ja   | Datei hochladen | Burgkapelle(sk) ObjektID: 703-2496/4        | Hradné nám. 42 KG: Kežmarok Konskr.Nr.: 69                   | hradná; Hradná kaplnka                    | Burgkapelle                                                      | č. NKP: 703-2496/4 Stand des NKP: 2012-02-08 Name: KAPLNKA HRADNÁ         |
| BW   | Datei hochladen | Kirche(sk) ObjektID: 703-2496/5             | Hradné nám. 42 Standort KG: Kežmarok Konskr.Nr.: 69          | r.k.sv.Alžbety; Pôdorys kostola           | römisch-katholische Kirche St. Elisabeth,                        | č. NKP: 703-2496/5 Stand des NKP: 2012-02-08 Name: KOSTOL ZÁKLADY         |
|      | Datei hochladen | Hauptpalast(sk) ObjektID: 703-2496/6        | Hradné nám. 42 KG: Kežmarok Konskr.Nr.: 69                   | pri opevnení; Základy paláca              | mit Befestigungen                                                | č. NKP: 703-2496/6 Stand des NKP: 2012-02-08 Name: PALÁC ZÁKLADY          |
|      | Datei hochladen | Denkmal(sk) ObjektID: 703-2496/7            | Hradné nám. 42 KG: Kežmarok Konskr.Nr.: 69                   | padlí v SNP; Pomník padlým v SNP          | für die Gefallenen des Nationalaufstandes                        | č. NKP: 703-2496/7 Stand des NKP: 2012-02-08 Name: POMNÍK                 |
|      | Datei hochladen | Armenhaus(sk) ObjektID: 703-2496/8          | Hradné nám. 42 KG: Kežmarok Konskr.Nr.: 69                   | solitér; Chudobinec                       | Armenhaus                                                        | č. NKP: 703-2496/8 Stand des NKP: 2012-02-08 Name: CHUDOBINEC             |
| BW   | Datei hochladen | Bürgerhaus(sk) ObjektID: 703-2566/0         | Hradné nám. 51 Standort KG: Kežmarok Konskr.Nr.: 419         | nárožný                                   | Eckhaus                                                          | č. NKP: 703-2566/0 Stand des NKP: 2012-02-08 Name: DOM MEŠTIANSKY         |

## Legende
Die Tabelle enthält im Einzelnen folgende Informationen:
| Foto:                    | Fotografie des Denkmals. |
| Denkmal / č. ÚZPF:       | Die Übersetzung der Bezeichnung des Denkmals, wie sie vom Slowakischen Denkmalamt (Pamiatkový úrad Slovenskej republiky) verwendet wird. Die Originalbezeichnung ist unter dem Fragezeichen angegeben. Fehlt die Übersetzung, so wird die Originalbezeichnung direkt angezeigt. Weiters ist die Objekt-Identifikationsnummer (Objekt ID) angeführt. Sie ist die offizielle, in der Slowakei eindeutige Nummer č. ÚZPF inklusive der zugehörigen Zählnummer, wie sie in den Daten des Denkmalamtes angegeben wird. Da diese nur innerhalb eines Landkreises gezählt wird, ist dessen Nummer der Denkmalnummer vorangestellt. |
| Standort:                | Wenn in der Liste vorhanden, ist die Adresse angegeben. In Klammern kann sich noch eine zusätzliche Adresse befinden, wenn es beispielsweise ein Eckhaus ist. Bei freistehenden Objekten ohne Adresse (zum Beispiel bei Bildstöcken) ist eine Adresse angegeben, die in der Nähe des Objekts liegt. Durch Aufruf des Links Standort wird die Lage des Denkmals in verschiedenen Kartenprojekten angezeigt. Darunter sind die Katastralgemeinde (KG) und, wenn vorhanden, die Konskriptionsnummer (Konskr. Nr.) angegeben.                                                                                                   |
| Offizielle Beschreibung: | Es ist die Kurzbeschreibung auf Slowakisch, wie sie in den offiziellen Listen angegeben ist, eingetragen. |
| Beschreibung:            | Kurze Angaben zum Denkmal auf Deutsch. |
| Metadaten:               | Zusätzlich werden, wenn in den persönlichen Einstellungen das Helferlein Dauerhaftes Einblenden von Metadaten aktiviert ist, ebensolche angezeigt. |

- Karte mit allen Koordinaten:
- OSM |
- WikiMap